# Jordi Matas Grau
Jordi Matas Grau (Barcelona, 1946 - Hindu Kush, Afganistan, 1971) va ser un alpinista i escalador català.
Com a soci del Club Excursionista de Gràcia, formà part del Grup Especial d'Escalada, del Grup d'Alta Muntanya Espanyol i del Groupe Pyrénéiste de Haute-Montagne. Fou instructor de l'Escuela Nacional de Montaña. Formà part de la primera expedició catalana al Nepal, on el 1970 es feu l'ascensió del Nilgiri sud-est. Desaparegué en una esquerda de la glacera del Kohe Tez de l'Hindu Kush. El 1971 va rebre la medalla de plata de la Federació Espanyola de Muntanyisme. Els membres del GEDE batejaren amb el seu nom un cim dels Andes del Perú, el Matasraju de 5.740 metres, i també la via Jordi Matas al cap de Sant Benet, al massís de Montserrat. Jordi Matas va ser el primer d'una llarga llista d'alpinistes de l'Estat espanyol que van perdre la vida.